# Stay (Anna Odobescu-sang)
"Stay" er en sang af den moldoviske sanger Anna Odobescu. Den vil repræsentere Moldova i Eurovision Song Contest 2019 i Tel Aviv, Israel.